# Palazzo di Ambrogio De Nigro

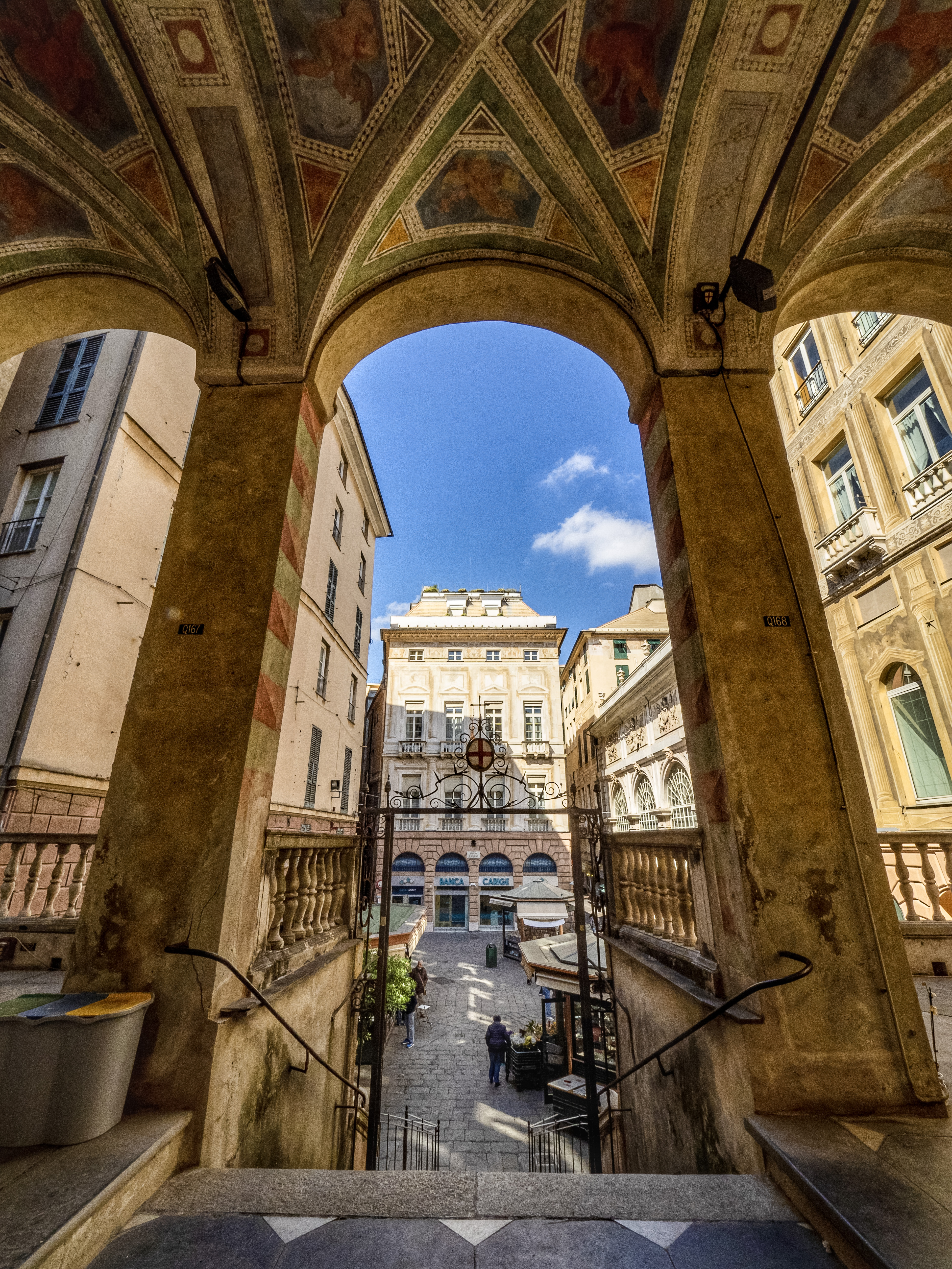
Blick von der Chiesa di San Pietro in Banchi auf die Schmalseite des Palazzo

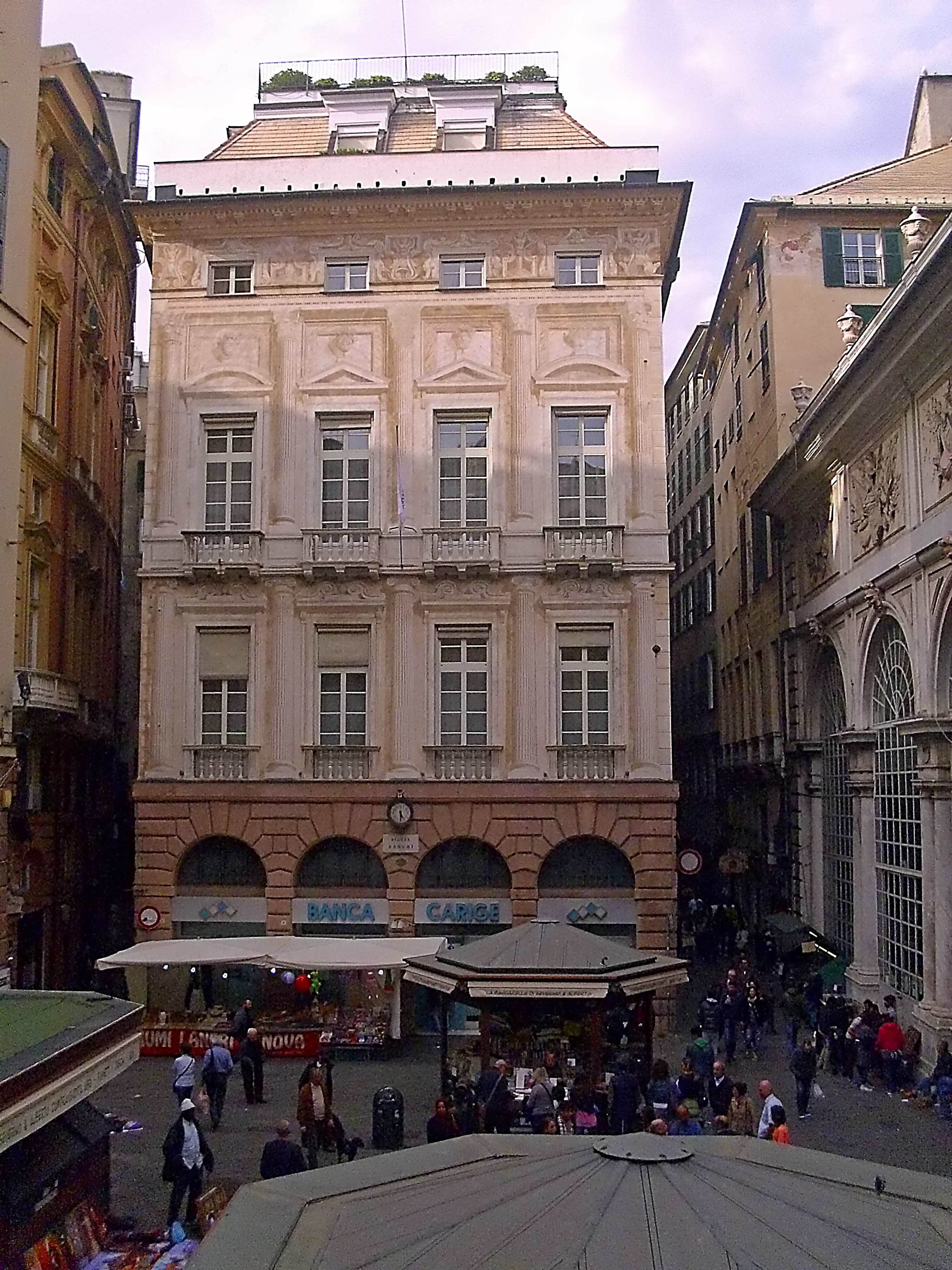
Schmalseite zur Piazza Banchi

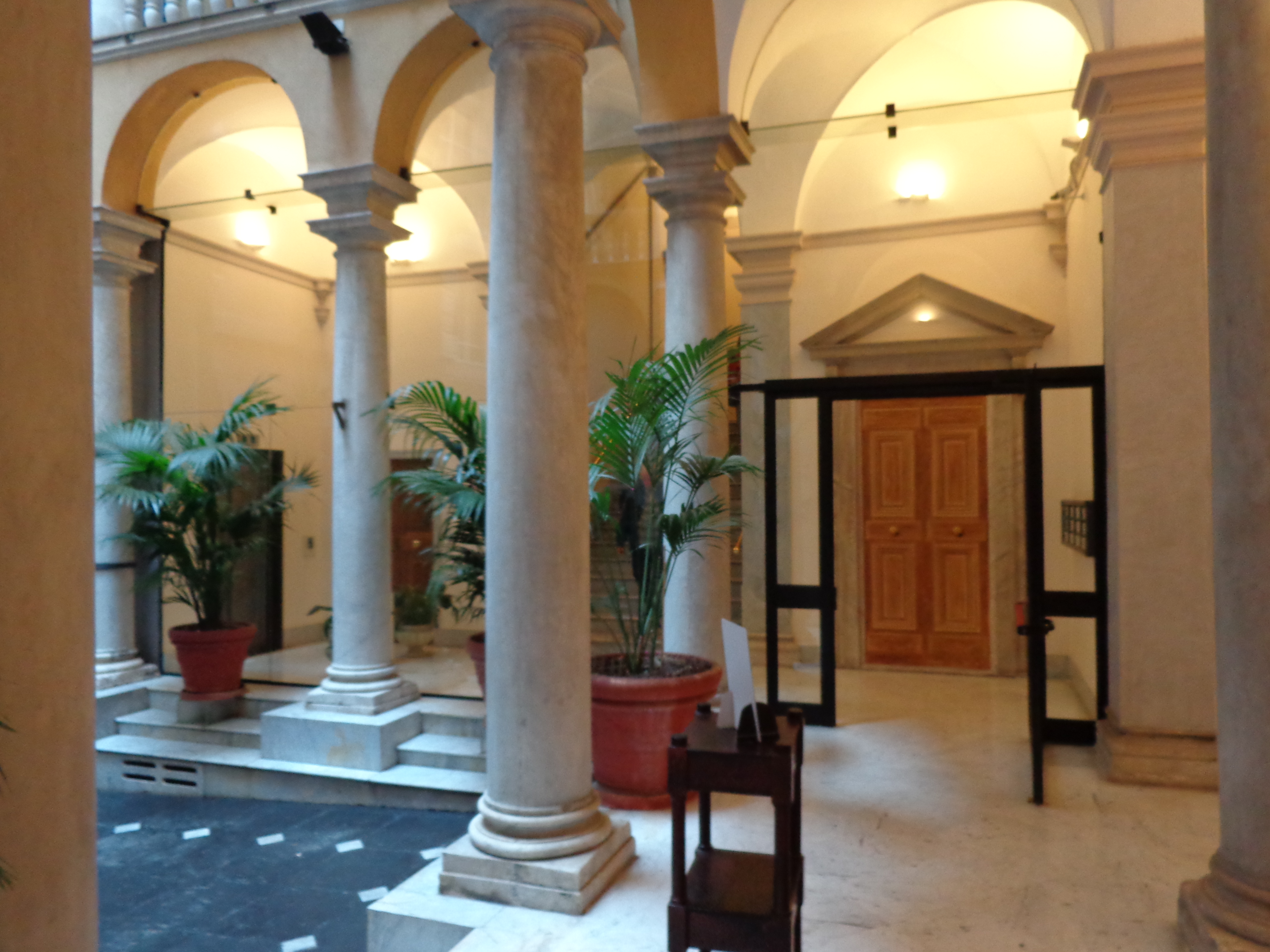
Innenhof

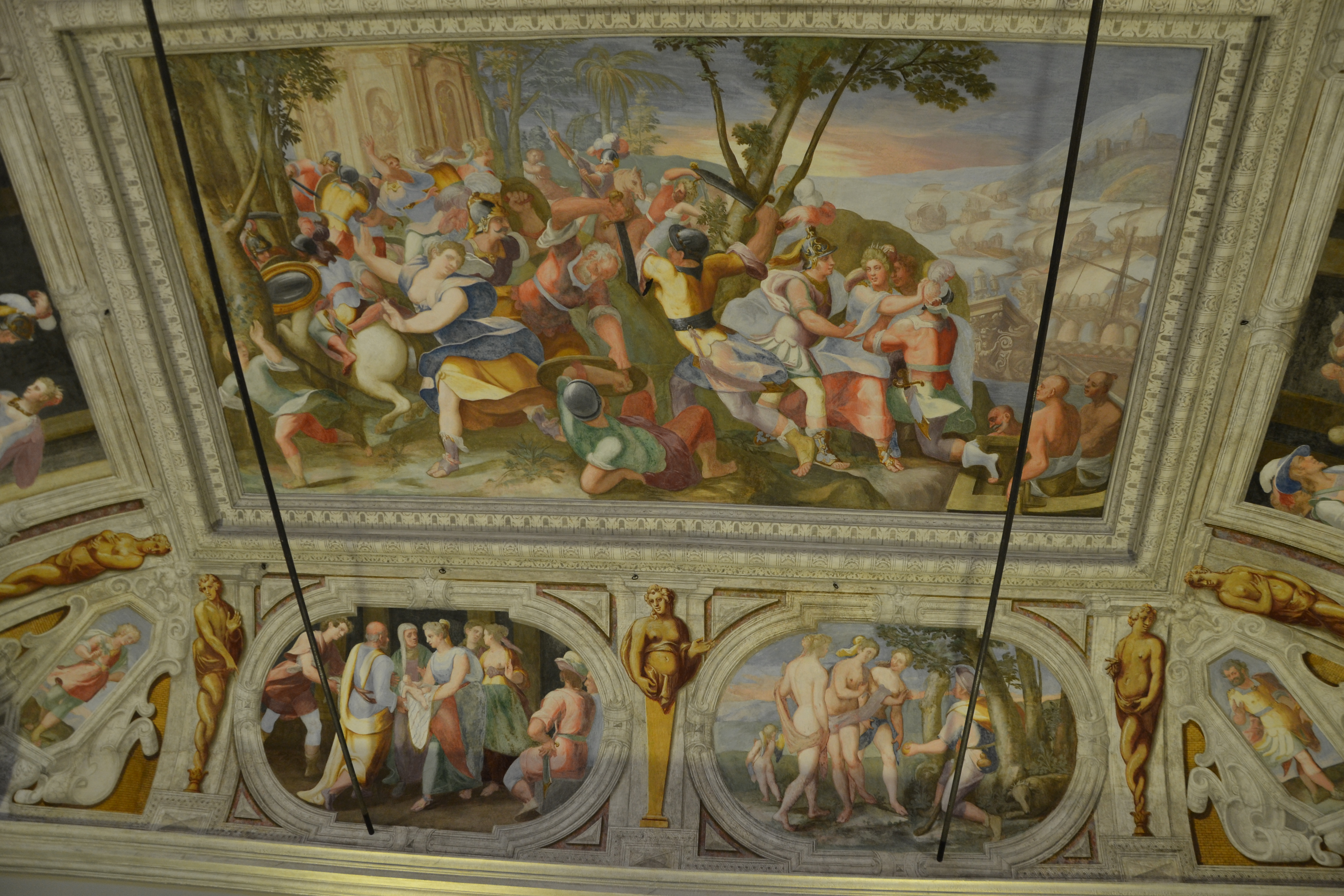
Entführung der Helena von Andrea Semino

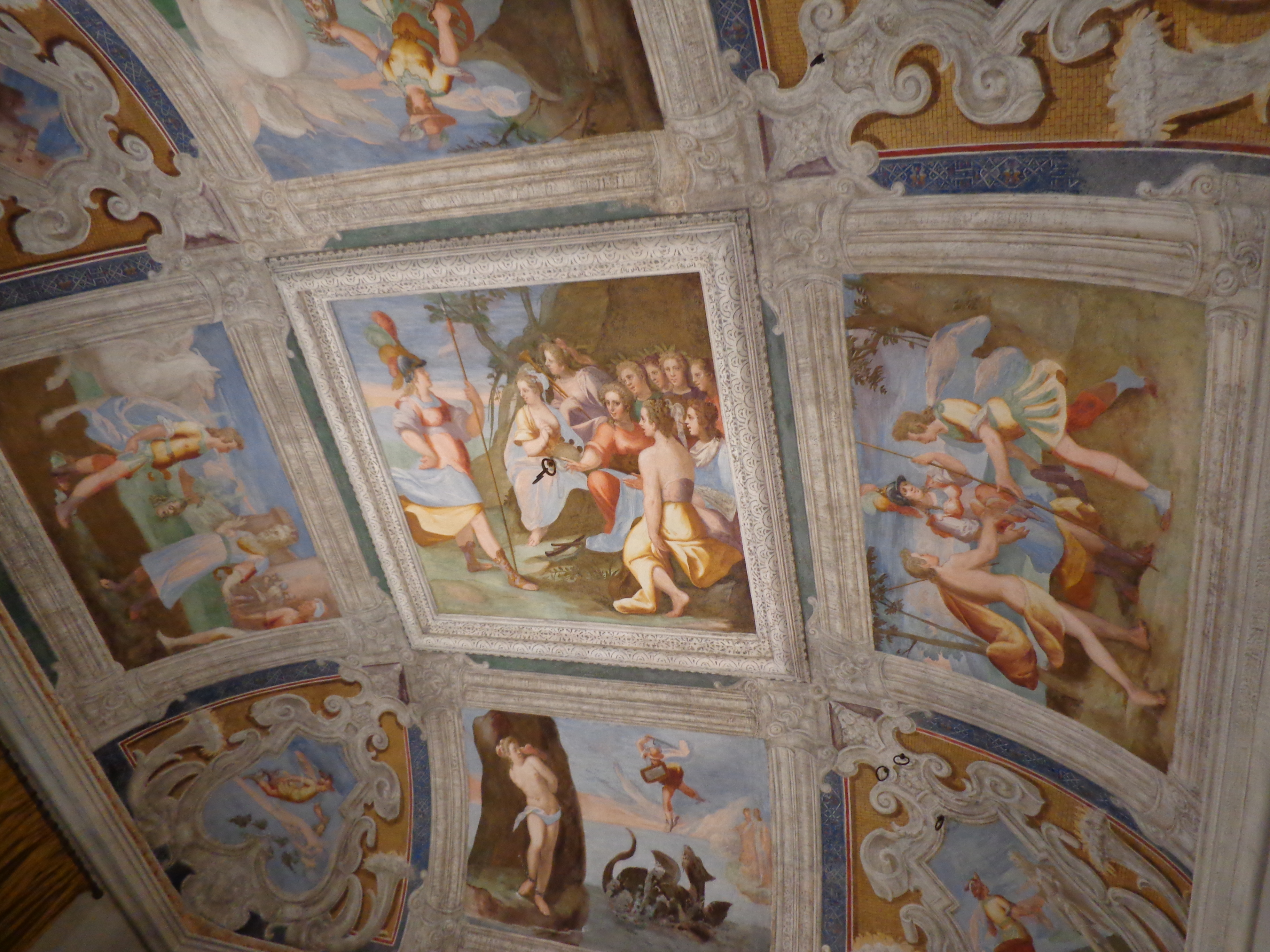
Deckenfresken

Der Palazzo di Ambrogio De Nigro ist ein Stadtpalast in Genua, der Teil des Welterbes der UNESCO „Genoa: Le Strade Nuove and the system of the Palazzi dei Rolli“ (deutsch: Genua: Le Strade Nuove und die Palazzi dei Rolli) ist. Das Gebäude hat die Postanschrift Via S. Luca 2 aber auch eine zweite, schmale, vierachsige Fassade zur Piazza Banchi.

## Geografische Lage
Der Palazzo befindet sich in einem Gebiet von großem Prestige, einem antiken Marktplatz, der sich unmittelbar hinter dem Hafen, der Ripa Maris und an der Kreuzung wichtiger städtischer Straßenachsen entwickelte. Dazu gehört auch die Via di San Luca.

## Geschichte
Der Palazzo di Ambrogio De Nigro entstand auf einem Bauplatz, den Ambrogio Di Negro (1519–1601) sich durch einen Grundstückstausch beschaffte. Der Bauherr war ein wohlhabender Bankier unter anderem für die spanischen Krone und Politiker, dessen Karrierehöhepunkt das Amt des Dogen von Genua von 1585 bis 1587 war. Seine Bedeutung wollte er auch durch den Bau eines prächtigen Stadtpalastes zum Ausdruck bringen. Die Bauarbeiten bezogen bereits bestehende Gebäude aus dem Mittelalter ein, begannen 1568 und wurden 1572 abgeschlossen.
Als einer der Palazzi dei Rolli war er in den Rolli von 1576 bis 1664 eingetragen. Nach deren Klassifizierung, den „bussoli“, zählte er im Laufe der Zeit zu unterschiedlichen Klassen (zu den Einzelheiten dieser Eintragungen vergleiche hier). Das Gebäude ist auch in dem Werk von Peter Paul Rubens von 1622 über die Genueser Stadtpaläste dokumentiert.
Der Palast blieb mehr als 200 Jahre lang im Besitz der Familie Di Negro. Im letzten Jahrhundert beherbergte das Gebäude Büros der öffentlichen Verwaltung.

## Gebäude
Der Palazzo hat zwei Hauptfassaden, eine auf die Piazza Banchi, die zweite zur Via San Luca, wo sich auch der Eingang befindet. Die Fassaden haben einen hohen, rustizierend gestalteten Sockel, der das Erdgeschoss und das untere Zwischengeschoss umfasst. Dieser Bereich war immer für die Aufnahme von Geschäftslokalen bestimmt. Die beiden Hauptfassaden sind mit Fresken gestaltet. Der Zugang von der Via di San Luca erfolgt durch ein Portal, das seit 1572 unverändert erhalten ist – obwohl sich die Nachbarn darüber beschwert haben sollen. Von dort führt der Zugang über das eingewölbte Atrium, das in die hinter dem Gebäude liegende Gasse mündet. Die überwölbte Treppe, die in den zweiten Stock führt, verläuft in einer mehrstöckigen Loggia, die an drei Seiten mit Arkaden umgeben ist.
Zunächst Ambrogio, dann Orazio, Ambrogios außerehelicher und nachträglich legitimierter Sohn und Erbe, ließen die Innenräume des Piano nobile mit Fresken ausgestalten, die zumeist mythologische Themen zum Gegenstand haben: Danaë, die von Zeus in Form eines Goldregens geschwängert wird, der Mythos von Perseus und die Entführung der Helena. Sie werden Andrea Semino und seiner Werkstatt zugeschrieben. Die „Entführung der Helena“ schmückt den zentralen Saal des Stockwerks, der sich auch durch Portale aus weißem Marmor und schwarzem Stein auszeichnet.

## Bei Rubens
|  |  |  |